# Livet försvinner i hast som en dröm
Livet försvinner i hast som en dröm är en sång med text från 1874 av Carl August Stenholm, musiken är troligen en svensk folkmelodi. 
I Det glada budskapet 1890, anges melodin av August Andersson vara densamma som till Så tag osz, Jesus, nu sjelf alternativt Hwarföre sörja? Wi ha ju en wän. En möjlighet finns att texten ursprungligen är av Lina Sandell-Berg, då Emil Gustafson i sin psalmbok Hjärtesånger 1895 anger att den text han bearbetat är producerad av författaren + som kan vara en pseudonym för Lina Sandell-Berg.
Vers 1
Livet försvinner i hast som en dröm,
år efter år ilar bort.
Livet förrinner likt brusande ström,
skyndsamt det ilar så fort.
Livet förrinner likt brusande ström,
skyndsamt det ilar så fort.

## Publicerad i
- Det glada budskapet 1890 , som nr 103 med titeln Lifwets korthet.
- Frälsningsarméns sångbok 1929, som nr 44 under rubriken "Frälsning"
- Musik till Frälsningsarméns sångbok 1945 som nr 59. (Här anges J B Stoltzenberg som textförfattare)
- Frälsningsarméns sångbok 1968 som nr 67 under rubriken "Frälsning"
- Frälsningsarméns sångbok 1990 som nr 355 under rubriken "Frälsning".